# Maculileiopus kalshoveni
Maculileiopus kalshoveni är en skalbaggsart som beskrevs av Stefan von Breuning 1957. Maculileiopus kalshoveni ingår i släktet Maculileiopus och familjen långhorningar. Inga underarter finns listade i Catalogue of Life.